# Enschede
Enschede (Nederlandsk (sprog): ( hør) (Nedersaksisk: Eanske) er en nederlandsk by i Twente-området i provinsen Overijssel tæt på byen Hengelo. Enschede-kommunen omfatter 157.587 beboere (1. april 2011). Enschede er dermed den største by i Overijssel. 
En nylig begivenhed er fyrværkerikatastrofen d. 13. maj 2000, som fandt sted i en fyrværkerifabrik, og som fuldstændig raserede et beboelseskvarter (het Roombeek) med 22 døde og flere hundrede sårede til følge.
Det hollandske bryggeri Grolsch er baseret i denne by. De har også et fodboldstadion kaldet Grolsch Veste, hjemmebane for FC Twente.
Hovedparten af byens befolkning taler den nedersaksiske dialekt twents.

## Eksterne links
- Wikimedia Commons har flere filer relateret til Enschede
- Officielle hjemmeside – Gemeente Enschede Arkiveret 17. november 2020 hos  Wayback Machine
- Uit in Enschede – Evenementer i Enschede Arkiveret 12. november 2020 hos  Wayback Machine
- Enschede-By Arkiveret 30. oktober 2020 hos  Wayback Machine
- Enschedes historie, Erwin Scholten, Enschede, 2001

52°13′21″N 6°53′33″Ø / 52.2225°N 6.8925°Ø